# Saint-Gilles, Marne

Saint-Gilles este o comună în departamentul Marne, Franța. În 2009 avea o populație de 263 de locuitori.